# Stizocera curacaoae
Stizocera curacaoae är en skalbaggsart som beskrevs av Gilmour 1968. Stizocera curacaoae ingår i släktet Stizocera och familjen långhorningar.
Artens utbredningsområde är Curaçao. Inga underarter finns listade i Catalogue of Life.